# Charles Sedley
Charles Sedley (marzo de 1639 - 20 de agosto de 1701) fue un dramaturgo inglés, hijo de Sir John Sedley de Aylesford en Kent.
Estudió en Wadham College de Oxford, pero no se graduó. Sedley es famoso como mecenas literario en la comedia de la Restauración, y fue el Lisideius del Essay of Dramatic Poesy (Dryden). Su canción más famosa, Phyllis is my only joy, es más conocida actualmente que el nombre de su autor. 
Su primera comedia, The Mulberry Garden (El jardín de las moras, 1668), apenas sostiene la reputación que Sedley tuvo de ingenioso en la conversación. La mejor, aunque más licenciosa de sus comedias, es Bellamira; or The Mistress (1687), una imitación del Eunuco de Terencio, en la que la heroína se supone que representa a la duquesa de Cleveland, amante de Carlos II. Sus dos tragedias, Antony and Cleopatra (1667) y The Tyrant King of Crete (1702), una adaptación de la obra de Henry Killigrew Pallantus and Eudora, tienen poco mérito. También produjo The Grumbler (1702), una adaptación de Le Grondeur de Brueys y Palaprat.
Su única hija, Catherine Sedley, condesa de Dorchester, fue amante de Jacobo II.